# John Flansburgh
John Conant Flansburgh (6 de maio de 1960- Lincoln, Massachussets, Estados Unidos) é um músico americano. Junto com John Linnell, é membro da banda They Might Be Giants, na qual é cantor, compositor e guitarrista. Também conhecido como Flans ou Flansy
Flansburgh é casado com a cantora e dramaturga Robin Goldwasser. É canhoto.

## Biografia
Flansburgh nasceu em Lincoln, Massachusetts. Seu pai, Earl Flansburgh, foi um conhecido arquiteto de Boston. Sua mãe, Polly Flansburgh, é a fundadora e presidente da Boston By Foot. Seu avô, o brigadeiro-general Ralph Hospital, foi comandante de artilharia do Exército dos EUA na Campanha da Itália durante a Segunda Guerra Mundial.  Seu irmão, Paxus Calta (nascido Earl Schuyler Flansburgh), é um ativista antinuclear e organizador político.

### 1982-presente: They Might Be Giants
Flansburgh co-fundou They Might Be Giants com o amigo de longa data John Linnell, em 1982, quando estudava no Pratt Institute. Ambos compartilham as funções de canto e composição, com Flansburgh na guitarra, além de tocar uma variedade de instrumentos, segundo a necessidade. No documentário de 2002 Gigantic: A Tale of Two Johns, ele foi descrito como tendo um papel de liderança no grupo, gerenciando a maioria dos detalhes de seus shows ao vivo e cuidando dos esforços de promoção.
Como compositor, Flansburgh goza de uma mistura de estilos; muitas de suas canções têm uma inclinação absurda e satírica, mas muitas vezes ele alterna para temas mais sérios e românticos também.

### Projetos Paralelos
Flansburgh seguiu uma série de projetos solo durante o seu tempo com They Might Be Giants. Sua banda Mono Puff gravou dois álbuns completos no final de 1990 e excursionou ocasionalmente. Ele também dirigiu uma gravadora por assinatura chamada Hello Recording Club.  Flansburgh também dirigiu videoclipes para artistas como Soul Coughing, Ben Folds Five, Frank Black and the Catholics, Harvey Danger e Jonathan Coulton. Ele também produziu o álbum de Coulton, Artificial Heart. Em 2004, como uma aparição pontual, Flansburgh produziu e atuou no musical off-Broadway People are Wrong!, que foi co-escrito por sua esposa, Robin Goldwasser.